# The Black Sorrows
The Black Sorrows (с англ. — «Черные печали») — австралийская блюз-рок-группа, образованная в 1983 году вокалистом Джо Камиллери (экс-Jo Jo Zep and the Falcons), который также играет на саксофоне и гитаре. Камиллери использовал разные составы для записи 17 альбомов, пять из которых достигли двадцатки лучших в чарте альбомов ARIA: Hold on to Me (сентябрь 1988), Harley and Rose (август 1990), Better Times (сентябрь 1992), The Chosen Ones - Greatest Hits (ноябрь 1993) и Lucky Charm (ноябрь 1994). В топ-40 их синглов входят «Chained to the Wheel» (февраль 1989), «Harley + Rose» (август 1990) и «Snake Skin Shoes» (июль 1994).

## История
Они начали играть полуакустические сеты в Мельбурне и выпустили несколько спокойных альбомов, которые состояли из каверов Ван Моррисона, Джона Ли Хукера и Рэя Петерсона, а также оригинальных песен. Альбом Dear Children (1987) ознаменовал собой перемену в судьбе The Black Sorrows. После независимого выпуска он был подхвачен CBS Records и достиг 18-го места в австралийских национальных чартах. Бэк-вокалисты Вика и Линда Булл еще больше выделили звучание группы, и они выпустили Hold On to Me (1988), который достиг 6-го места в национальных чартах в мае 1989 года. Он оставался в австралийских чартах более года, было продано более 250 000 копий и 150 000 копий при выпуске в США и Европе. В 1990 году The Black Sorrows стали лауреатами ARIA Music Awards в категории «Лучшая группа».
Harley and Rose был выпущен в ноябре 1990 года, и за ним последовало несколько зарубежных туров. В мае 1992 года The Black Sorrows выступили на концертах Wizards of Oz в Лос-Анджелесе с несколькими другими крупными австралийскими исполнителями. Harley and Rose продали более 200 000 копий; этот подвиг повторил их следующий релиз Better Times (1992). В перерывах между обязательствами в The Black Sorrows Камиллери выпустил Amazing Stories (1991) со своей временной группой The Revelators, позже переизданный ограниченным тиражом как альбом The Black Sorrows — Better Times (1992). В 1993 году The Black Sorrows выпустили EP Sweet Inspiration и Stir It Up, прежде чем Камиллери распустил группу и воссоздал ее как сольный проект с поддерживающими музыкантами.

## Дискография
Смотри статью «Дискография The Black Sorrows» в англ. разделе.
- Sonola (1984)
- Rockin' Zydeco (1985)
- A Place in the World (1985)
- Dear Children (1987)
- Hold on to Me (1988)
- Harley and Rose (1990)
- Better Times (1992)
- Lucky Charm (1994)
- Beat Club (1998)
- One Mo' Time (2004)
- Roarin' Town (2006)
- 4 Days in Sing Sing (2009)
- Crooked Little Thoughts (2012)
- Certified Blue (2014)
- Endless Sleep Chapter 46 (2015)
- Endless Sleep Chapter 47 (2015)
- Faithful Satellite (2016)
- Citizen John (2019)
- Saint Georges Road (2021)
- The Way We Do Business (2024)[3]